# Decimiana
Decimiana es un género de mantis de la familia Acanthopidae. Es del orden Mantodea

## Especies
- Decimiana bolivari Chopard, 1916
- Decimiana clavata Ippolito & Lombardo, 2004
- Decimiana elliptica Menezes & Bravo, 2012
- Decimiana gaucha Maldaner & Rafael, 2017
- Decimiana hebardi Lombardo, 2000
- Decimiana rehni (Chopard, 1913)
- Decimiana tessellata (Charpentier, 1841)[2]